# Cespityzacja

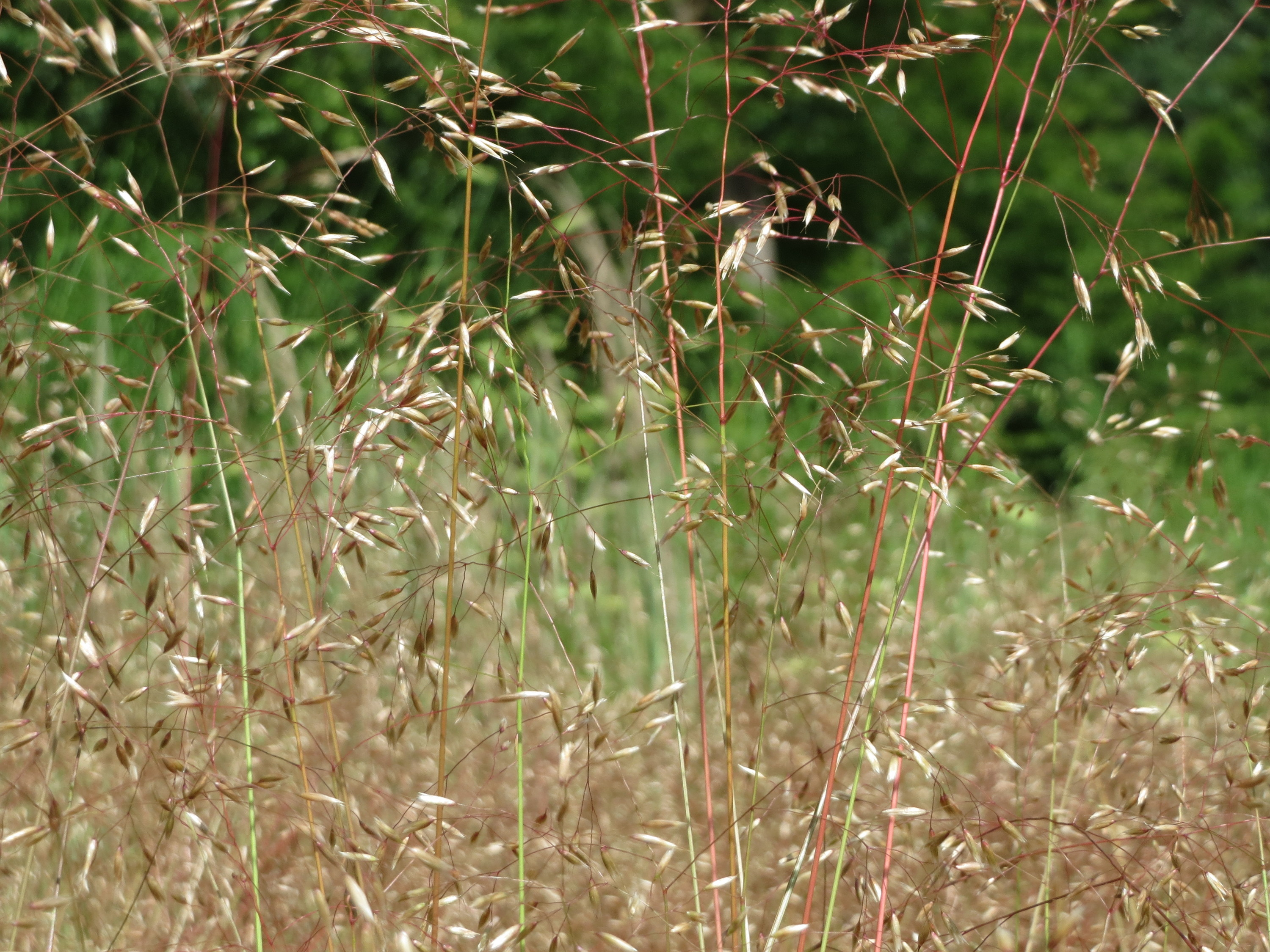
Śmiałek pogięty – roślina korzystająca na cespityzacji

Cespityzacja – jedna z form degeneracji fitocenoz.
Polega na silnym rozwoju runa trawiastego przy jednoczesnym ograniczeniu występujących w nim gatunków, zwłaszcza eliminacja roślin dwuliściennych. Zjawisko jest wynikiem intensywnej uprawy, wydeptywania lub wypasu. Ekspansywne rośliny rozwijające się w wyniku cespityzacji to np. śmiałek pogięty lub trzcinnik piaskowy.